# Ficarolo
Ficarolo é uma comuna italiana da região do Vêneto, província de Rovigo, com cerca de 2.764 habitantes. Estende-se por uma área de 17 km², tendo uma densidade populacional de 163 hab/km². Faz fronteira com Bagnolo di Po, Bondeno (FE), Felonica (MN), Ferrara (FE), Gaiba, Salara.

## Demografia
| Variação demográfica do município entre 1861 e 2011                               |
|                                                                                   |
| Fonte: Istituto Nazionale di Statistica (ISTAT) - Elaboração gráfica da Wikipedia |